# Progressione del record mondiale dei 100 m misti
Il record mondiale dei 100 m misti può essere stabilito solo in vasca corta (25 metri). I record del mondo in vasca corta sono omologati dalla FINA dal 3 marzo 1991.

Nei 100 m misti si effettua un cambio di stile ogni 25 m; l'ordine in cui vengono nuotati è lo stesso dei 200 e 400: farfalla, dorso, rana, e stile libero.

## Uomini

### Vasca corta
| #    | Tempo | +  | Atleta           | Nazionalità | Data              | Evento                        | Luogo                    | Ref    |
| ---- | ----- | -- | ---------------- | ----------- | ----------------- | ----------------------------- | ------------------------ | ------ |
| 1    | 54"66 |    | Josef Hladky     | Germania    | 16 marzo 1991     | FINA World Cup                | Bonn, Germania           |        |
| 2    | 53"78 |    | Jani Sievinen    | Finlandia   | 21 novembre 1992  | Campionati europei            | Espoo, Finlandia         | [ 2 ]  |
| 2 =  | 53"78 |    | Jani Sievinen    | Finlandia   | 23 gennaio 1996   | Coppa del Mondo               | Sheffield, Regno Unito   | [ 3 ]  |
| 3    | 53"10 |    | Jani Sievinen    | Finlandia   | 30 gennaio 1996   | Coppa del Mondo               | Malmö, Svezia            | [ 2 ]  |
| 4    | 52"79 |    | Neil Walker      | Stati Uniti | 18 marzo 2000     | Campionati mondiali           | Atene, Grecia            | [ 4 ]  |
| 5    | 52"63 | sf | Peter Mankoč     | Slovenia    | 15 dicembre 2001  | Campionati europei            | Anversa, Belgio          | [ 5 ]  |
| 6    | 52"58 |    | Thomas Rupprath  | Germania    | 25 gennaio 2003   | Coppa del Mondo               | Berlino, Germania        | [ 6 ]  |
| 7    | 52"51 |    | Roland Schoeman  | Sudafrica   | 18 gennaio 2005   | Coppa del Mondo               | Stoccolma, Svezia        | [ 7 ]  |
| 8    | 52"11 |    | Ryk Neethling    | Sudafrica   | 22 gennaio 2005   | Coppa del Mondo               | Berlino, Germania        | [ 8 ]  |
| 9    | 52"01 |    | Ryk Neethling    | Sudafrica   | 26 gennaio 2005   | Coppa del Mondo               | Mosca, Russia            |        |
| 10   | 51"52 |    | Ryk Neethling    | Sudafrica   | 11 febbraio 2005  | Coppa del Mondo               | East Meadow, Stati Uniti | [ 9 ]  |
| 11   | 51"25 | sf | Ryan Lochte      | Stati Uniti | 12 aprile 2008    | Campionati mondiali           | Manchester, Regno Unito  | [ 10 ] |
| 12   | 51"15 |    | Ryan Lochte      | Stati Uniti | 13 aprile 2008    | Campionati mondiali           | Manchester, Regno Unito  | [ 11 ] |
| 13   | 50"95 | b  | Sergej Fesikov   | Russia      | 14 novembre 2009  | Coppa del Mondo               | Berlino, Germania        | [ 12 ] |
| 14   | 50"76 | sf | Peter Mankoč     | Slovenia    | 12 dicembre 2009  | Campionati europei            | Istanbul, Turchia        | [ 13 ] |
| 15   | 50"71 | sf | Ryan Lochte      | Stati Uniti | 15 dicembre 2012  | Campionati mondiali           | Istanbul, Turchia        |        |
| 16   | 50"66 |    | Markus Deibler   | Germania    | 4 dicembre 2014   | Campionati mondiali           | Doha, Qatar              | [ 14 ] |
| 17   | 50"60 |    | Vladimir Morozov | Russia      | 26 agosto 2016    | Campionati mondiali           | Chartres, Francia        | [ 15 ] |
| 18   | 50"30 |    | Vladimir Morozov | Russia      | 30 agosto 2016    | Coppa del Mondo               | Berlino, Germania        | [ 16 ] |
| 19   | 50"26 |    | Vladimir Morozov | Russia      | 28 settembre 2018 | Coppa del Mondo               | Eindhoven, Paesi Bassi   | [ 17 ] |
| 19 = | 50"26 |    | Vladimir Morozov | Russia      | 9 novembre 2018   | Coppa del Mondo               | Tokyo, Giappone          | [ 18 ] |
| 20   | 49"88 |    | Caeleb Dressel   | Stati Uniti | 16 novembre 2020  | International Swimming League | Budapest, Ungheria       |        |
| 21   | 49"28 |    | Caeleb Dressel   | Stati Uniti | 22 novembre 2020  | International Swimming League | Budapest, Ungheria       |        |

Legenda: Ref - Referto della gara;
Record non ottenuti in finale: (b) - batteria; (sf) - semifinale; (s) - staffetta prima frazione.

## Donne

### Vasca corta
| #  | Tempo   | +      | Atleta              | Nazionalità | Data              | Evento                         | Luogo                        | Ref    |
| -- | ------- | ------ | ------------------- | ----------- | ----------------- | ------------------------------ | ---------------------------- | ------ |
| -  | 1'01"03 | [ 19 ] | Louise Karlsson     | Svezia      | 22 novembre 1992  | Campionati europei             | Espoo, Finlandia             |        |
| -  | 1'01"03 | [ 19 ] | Louise Karlsson     | Svezia      | 26 gennaio 1997   | Coppa del Mondo                | Malmö, Svezia                | [ 20 ] |
| 1  | 1'00"60 |        | Xiaowen Hu          | Cina        | 26 febbraio 1998  | Coppa del Mondo                | Pechino, Cina                | [ 21 ] |
| 2  | 1'00"43 |        | Martina Moravcová   | Slovacchia  | 12 dicembre 1998  | Campionati europei             | Sheffield, Gran Bretagna     | [ 22 ] |
| 3  | 1'00"41 |        | Jenny Thompson      | Stati Uniti | 16 gennaio 1999   | Coppa del Mondo                | Sydney, Australia            | [ 23 ] |
| 4  | 1'00"35 | b      | Martina Moravcová   | Slovacchia  | 2 aprile 1999     | Campionati mondiali            | Hong Kong, Cina              | [ 24 ] |
| 5  | 59"30   | b      | Jenny Thompson      | Stati Uniti | 2 aprile 1999     | Campionati mondiali            | Hong Kong, Cina              | [ 24 ] |
| 6  | 58"80   |        | Natalie Coughlin    | Stati Uniti | 23 novembre 2002  | Coppa del Mondo                | East Meadow, Stati Uniti     | [ 25 ] |
| 7  | 58"54   |        | Emily Seebohm       | Australia   | 10 agosto 2009    | Campionati australiani         | Hobart, Australia            | [ 26 ] |
| 8  | 58"51   | b      | Therese Alshammar   | Svezia      | 17 ottobre 2009   | Coppa del Mondo                | Durban, Sudafrica            | [ 27 ] |
| 9  | 58"40   |        | Zhao Jing           | Cina        | 11 novembre 2009  | Coppa del Mondo                | Stoccolma, Svezia            | [ 28 ] |
| 10 | 57"74   |        | Hinkelien Schreuder | Paesi Bassi | 15 novembre 2009  | Coppa del Mondo                | Berlino, Germania            | [ 29 ] |
| 11 | 57"73   | b      | Katinka Hosszú      | Ungheria    | 8 agosto 2013     | Coppa del Mondo                | Eindhoven, Paesi Bassi       | [ 30 ] |
| 12 | 57"50   |        | Katinka Hosszú      | Ungheria    | 8 agosto 2013     | Coppa del Mondo                | Eindhoven, Paesi Bassi       |        |
| 13 | 57"45   | b      | Katinka Hosszú      | Ungheria    | 11 agosto 2013    | Coppa del Mondo                | Berlino, Germania            |        |
| 14 | 57"25   | b      | Katinka Hosszú      | Ungheria    | 28 agosto 2014    | Coppa del Mondo                | Doha, Qatar                  |        |
| 15 | 56"86   | b      | Katinka Hosszú      | Ungheria    | 1º settembre 2014 | Coppa del Mondo                | Dubai, Emirati Arabi Uniti   |        |
| 16 | 56"70   |        | Katinka Hosszú      | Ungheria    | 5 dicembre 2014   | Campionati mondiali            | Doha, Qatar                  |        |
| 17 | 56"67   |        | Katinka Hosszú      | Ungheria    | 4 dicembre 2015   | Campionati europei             | Netanya, Israele             | [ 31 ] |
| 18 | 56"51   |        | Katinka Hosszú      | Ungheria    | 7 agosto 2017     | Coppa del Mondo                | Berlino, Germania            | [ 32 ] |
| 19 | 55"98   |        | Gretchen Walsh      | Stati Uniti | 18 ottobre 2024   | FLORIDA VS. VIRGINIA Dual Meet | Charlottesville, Stati Uniti | [ 33 ] |
| 20 | 55"71   | sf     | Gretchen Walsh      | Stati Uniti | 12 dicembre 2024  | Campionati mondiali            | Budapest, Ungheria           |        |
| 21 | 55"11   |        | Gretchen Walsh      | Stati Uniti | 13 dicembre 2024  | Campionati mondiali            | Budapest, Ungheria           |        |

Legenda: Ref - Referto della gara;
Record non ottenuti in finale: (b) - batteria; (sf) - semifinale; (s) - staffetta prima frazione.